# 21" Mark IV
De 21" Mark IV (Mk IV) was een torpedo van Britse makelij. Deze werden geproduceerd door Royal Navy Torpedo Factory uit Greenock in Schotland. Het ontwerp stamde uit 1912 en vanaf 1916 werd de torpedo actief gebruikt. Tijdens de Eerste Wereldoorlog was de Mark IV de standaard Torpedo. De Torpedo's werden zowel door oppervlakteschepen als door onderzeeboten gebruikt. Bij het uitbreken van de Tweede Wereldoorlog was de Mark IV nog steeds in gebruik. Tijdens de Tweede Wereldoorlog werd de Mark IV alleen nog gebruikt door motortorpedoboten en onderzeeboten. Er zou ook een Mark IV*SD hebben bestaan. Dit zou een Mark IV torpedo zijn die speciaal zou zijn aangepast voor het gebruik in Nederlandse onderzeeboten. De aanpassing zou onder andere een andere kop en explosief zijn, namelijk de kop en het explosief van de 21" Mark VII torpedo.

## Specificaties
- Massa: 1.454 kilogram
- Lengte: 6,9 meter
- Bereik van uit onderzeeboten: 8.700 m / 35 knopen
- Bereik vanuit een torpedobootjager: 12.350 m / 25 knopen
- Explosief: 234 kg TNT
- Aandrijving: voorverwarmd mengsel van olie en lucht

## Scheepsklasse die de 21" Mk IV torpedo gebruikte
- O 21 klasse